# Frank Clark
Frank Clark, född 11 september 1943, är en australisk friidrottare. Han deltog vid olympiska sommarspelen 1968.